# بشير الغزي
محمّد بشير بن محمّد هلال الألاجاتي المعروف بـالغَزّي (1857 - 1921) (1274 هـ - 1339 هـ) قاضي وفقيه مسلم وشاعر سوري. ولد في حلب ونشأ بها ولم يكن من آل الغزي، والغزّي هو لقب أخيه لأمه لأنّه ربّاه صغيرًا فنسب إليهم. أصبح نائبًا عن حلب في مجلس النوّاب العثماني/المبعوثان، ثم قاضيًا في المملكة العربية السورية وقاضي القضاة في دولة حلب. بدأ حياته مدرّسًا وعُرِف عنه قوة ذاكرته، وصوته رخيم، يرتّل القرآن كأحسن المقرئين. توفي في حلب. له عدة مؤلفات ومنظومات في التجويد وأحكام القرآن والمنطق وأشعار.

## سيرته
ولد محمد بشير بن محمد بن هلال الألاجاتي سنة 1857 م/ 1274 هـ في حلب بإيالة حلب العثمانية ونشأ بها. عيّن نائبًا عن بلده في مجلس المبعوثان. أخذ العلم عن أخيه كامل و«الغزّي» هو لقب أخيه لأمه لأنه ربّاه صغيرٌا. تبحّر بشير الغزي في اللغة والأدب، كما كان إماماً في علوم الفقه والحديث والمنطق. اشتغل بالتدريس في عدة حلقات من جوامع حلب، وبعد الحكم العثماني عين قاضياً على ولاية حلب بالمحكمة الشرعية. ثم أصبح قاضي القضاة في دولة حلب. 

اشتغل الغزي بالتدريس أيضًا وكان حسن الصوت يجيد ترتيل القرآن.

توفي الغزّي في مسقط رأسه سنة 1921 م/ 1339 هـ ودفن بها في تربة الشيخ جاكير.

## شعره
ذكره عبد العزيز البابطين في معجمه وقال عنه «شاعر ولغوي فصيح اللفظ بليغ العبارة، نقل عن التركية ديواناً فأجاد سبكه وسياقه وكأنما صنعه بلغته بدءاً، وفي هذا ما يدل على الموهبة والقدرة.»

## مؤلفاته
- رسالة في التجويد
- نظم الشمسيّة، في المنطق
- تفسير مختصر
- حدائق الزند في ترجمة ترجيع بند، منظومة في الحكم والأمثال نظمها ضياء باشا التركي، ترجمها عن التركية وعرّبها بشكل أرجوزة.